# Bob Holbert

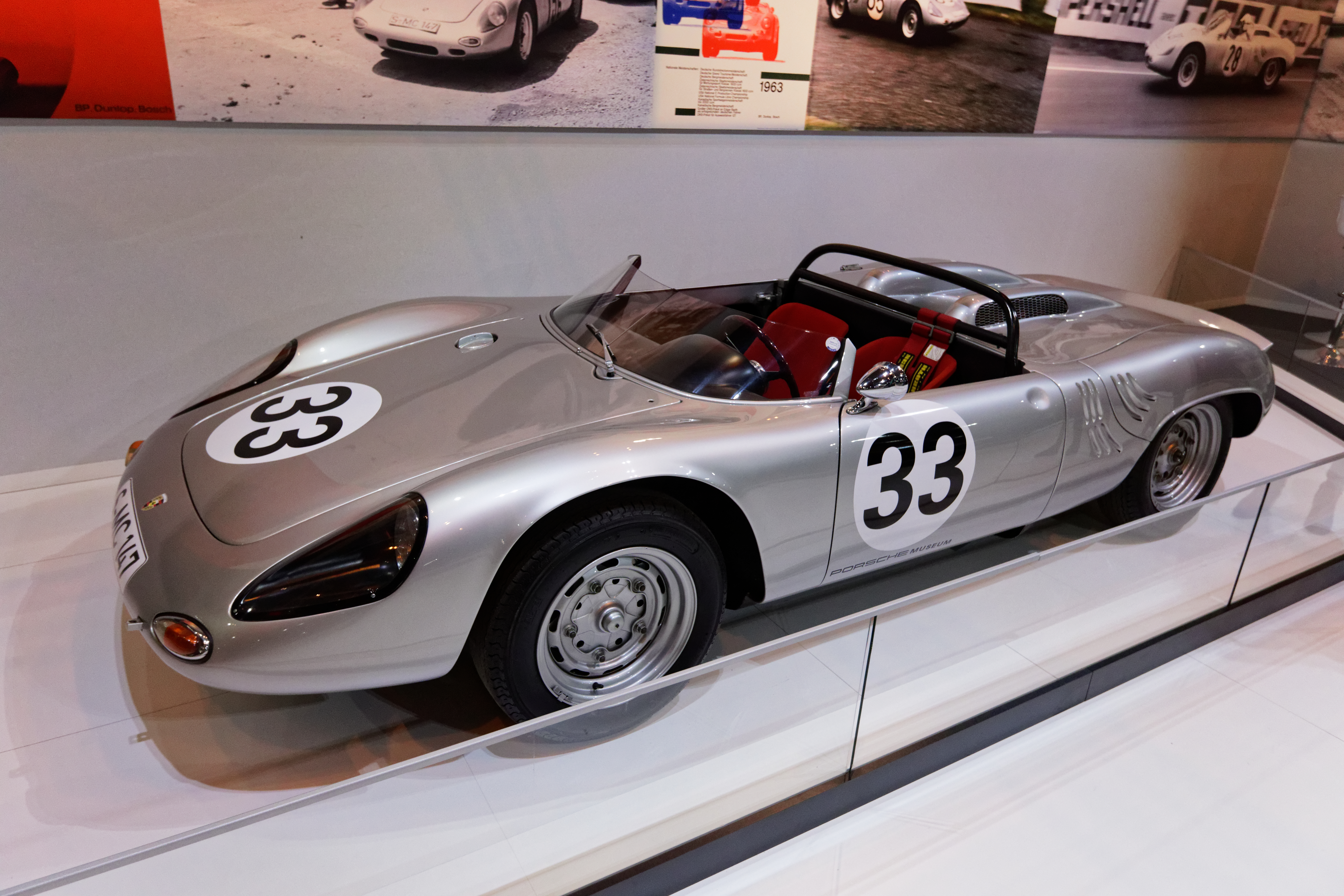
Der Porsche 718/4 RS Spyder, mit dem Masten Gregory und Bob Holbert Gesamtfünfte beim 24-Stunden-Rennen von Le Mans 1961 wurde

Robert McCormick „Bob“ Holbert (* 25. November 1922 in Warrington; † 12. November 2007 ebenda) war ein US-amerikanischer Unternehmer, Rennstallbesitzer und Autorennfahrer sowie der Vater von Al Holbert.

## Herkunft und Jugend
Bob Holbert wuchs in einer Kleinstadt im Bucks County im US-Bundesstaat Pennsylvania. Bei seiner Geburt lag die Einwohnerzahl von Warrington unter 1000 Bürgern (2016 waren es 24.227). Seine Eltern betrieben am Hauptplatz des Ortes einen Baumarkt und Gemischtwarenladen. Im Hof des elterlichen Betriebs reparierte er in seiner Jugendzeit Fahrräder und machte nach dem Ende seiner Schulzeit eine Ausbildung zum Mechaniker. Im Zweiten Weltkrieg diente er in der United States Navy im Pazifikkrieg. Seine Aufgabe bestand in der Wartung der V12-Motor der PT-Schnellboote.

## Porsche-Händler
Ende der 1940er-Jahre eröffnete Bob Holbert in Nachbarschaft zu Holbert's Hardware, dem Laden seiner Eltern, seine erste Reparaturwerkstatt für Motorräder und Automobile. 1951 eröffnete er gegenüber dem alten Standort Holbert's Garage, eine Werkstätte für Sportwagen. 1954 wurde Holbert der zweite Porsche-Händler der Vereinigten Staaten. Später kamen die Marken Volkswagen und Audi hinzu. Holbert Porsche wurde zu einem der bekanntesten Porsche-Händler Nordamerikas. Viele Rennfahrer erwarben dort ihren ersten Porsche. Roger Penske begann auf einem Holbert-Porsche seine lange Motorsportkarriere.
Sein älterer Sohn Al Holbert, ein dreifacher Le-Mans- und 2-facher Sebring-Sieger, führte das Unternehmen in den 1970er- und 1980er-Jahren. Nach dessen Tod bei einem Flugzeugabsturz 1988 war sein Bruder Larry 25 Jahre lang Geschäftsführer des Unternehmens. 2016 wurde Porsche Warrington an die Familie Sloane verkauft.

## Karriere als Rennfahrer
Die Fahrerkarriere von Bob Holbert begann 1953 auf einem MG TD in der SCCA National Sports Car Championship. Bereits sein dritter Rennstart endete mit einem Sieg. In den 1950er-Jahren gewann er fünf nationale Sportwagenmeisterschaften und debütierte 1958 beim 12-Stunden-Rennen von Sebring. Holbert unterhielt ein kleines Rennteam und meldete ausschließlich Porsche-Rennwagen bei den jeweiligen Rennen. Er startete jedoch auch für andere Teams und fuhr dabei Wagen wie den Maserati 300S, den Saab 93 und 1963 für das Team von Carroll Shelby einen Shelby Cobra.
Seine besten internationalen Ergebnisse waren der Gesamtsieg beim 400-km-Rennen von Bridgehampton 1962, einem Wertungslauf der Sportwagen-Weltmeisterschaft dieses Jahres, und der zweite Rang beim 12-Stunden-Rennen von Sebring 1960. Seine einzige Teilnahme in Le Mans endete 1961 mit dem fünften Endrang und Klassensieg im Werks-Porsche 718/4 RS Spyder, gemeinsam mit Masten Gregory. Nach dem tödlichen Unfall seines langjährigen Freundes und Teamkollegen Dave McDonald beim 500-Meilen-Rennen von Indianapolis 1964 beendete er seine Fahrerkarriere.

## Statistik

### Le-Mans-Ergebnisse
| Jahr | Team                       | Fahrzeug                | Teamkollege    | Platzierung            | Ausfallgrund |
| ---- | -------------------------- | ----------------------- | -------------- | ---------------------- | ------------ |
| 1961 | Porsche System Engineering | Porsche 718/4 RS Spyder | Masten Gregory | Rang 5 und Klassensieg |              |

### Sebring-Ergebnisse
| Jahr | Team                       | Fahrzeug                        | Teamkollege     | Teamkollege   | Platzierung            | Ausfallgrund |
| ---- | -------------------------- | ------------------------------- | --------------- | ------------- | ---------------------- | ------------ |
| 1958 | Marshall Motors            | Porsche 550 RS                  | Charles Wallace | Skip Hudson   | Rang 25                |              |
| 1959 | Cyrus Fulton               | Porsche 718 RSK                 | Don Sesslar     |               | Rang 4                 |              |
| 1960 | Brumos Porsche Car Corp.   | Porsche 718 RS 60               | Roy Schechter   | Howard Fowler | Rang 2                 |              |
| 1961 | Brumos Porsche Company     | Porsche 718 RS/61               | Roger Penske    |               | Rang 5 und Klassensieg |              |
| 1962 | Porsche System Engineering | Porsche 356B Carrera Abarth GTL | Dan Gurney      |               | Rang 7 und Klassensieg |              |
| 1963 | Porsche System Engineering | Porsche 356B Carrera Abarth GTL | Don Webster     |               | Rang 9                 |              |
| 1964 | Shelby American Corp.      | Shelby Cobra Daytona Coupe      | Dave MacDonald  |               | Rang 4                 |              |

### Einzelergebnisse in der Sportwagen-Weltmeisterschaft
| Saison | Team                                 | Rennwagen                | 1   | 2   | 3   | 4   | 5   | 6   | 7   | 8   | 9   | 10  | 11  | 12  | 13  | 14  | 15  | 16  | 17  | 18  | 19  | 20  | 21  | 22  |
| ------ | ------------------------------------ | ------------------------ | --- | --- | --- | --- | --- | --- | --- | --- | --- | --- | --- | --- | --- | --- | --- | --- | --- | --- | --- | --- | --- | --- |
| 1958   | Marshall Motors                      | Porsche 550              | BUA | SEB | TAR | NÜR | LEM | RTT |     |     |     |     |     |     |     |     |     |     |     |     |     |     |     |     |
| 1958   | Marshall Motors                      | Porsche 550              | 25  |     |     |     |     |     |     |     |     |     |     |     |     |     |     |     |     |     |     |     |     |     |
| 1959   | Cyrus Fulton                         | Porsche 718              | SEB | TAR | NÜR | LEM | RTT |     |     |     |     |     |     |     |     |     |     |     |     |     |     |     |     |     |
| 1959   | Cyrus Fulton                         | Porsche 718              | 4   |     |     |     |     |     |     |     |     |     |     |     |     |     |     |     |     |     |     |     |     |     |
| 1960   | Brumos Porsche                       | Porsche 718              | BUA | SEB | TAR | NÜR | LEM |     |     |     |     |     |     |     |     |     |     |     |     |     |     |     |     |     |
| 1960   | Brumos Porsche                       | Porsche 718              | 2   |     |     |     |     |     |     |     |     |     |     |     |     |     |     |     |     |     |     |     |     |     |
| 1961   | Brumos Porsche Porsche               | Porsche 718              | SEB | TAR | NÜR | LEM | PES |     |     |     |     |     |     |     |     |     |     |     |     |     |     |     |     |     |
| 1961   | Brumos Porsche Porsche               | Porsche 718              | 5   |     |     | 5   |     |     |     |     |     |     |     |     |     |     |     |     |     |     |     |     |     |     |
| 1962   | Bob Holbert Porsche Chuck Cassel     | Porsche 718 Porsche 356  | DAY | SEB | SEB | MAI | TAR | BER | NÜR | LEM | TAV | CCA | RTT | NÜR | BRI | BRI | PAR |     |     |     |     |     |     |     |
| 1962   | Bob Holbert Porsche Chuck Cassel     | Porsche 718 Porsche 356  | 7   |     | 7   |     |     |     |     |     |     |     |     |     | 1   | DNF |     |     |     |     |     |     |     |     |
| 1963   | Porsche Carroll Shelby International | Porsche 356 Shelby Cobra | DAY | SEB | SEB | TAR | SPA | MAI | NÜR | CON | ROS | LEM | MON | WIS | TAV | FRE | CCE | RTT | OVI | NÜR | MON | MON | TDF | BRI |
| 1963   | Porsche Carroll Shelby International | Porsche 356 Shelby Cobra | 7   |     | 9   |     |     |     |     |     |     |     |     |     |     |     |     |     |     |     |     |     |     | DNF |
| 1964   | Carroll Shelby International         | Shelby Daytona           | DAY | SEB | TAR | MON | SPA | CON | NÜR | ROS | LEM | REI | FRE | CCE | RTT | SIM | NÜR | MON | TDF | BRI | BRI | PAR |     |     |
| 1964   | Carroll Shelby International         | Shelby Daytona           | DNF | 4   |     |     |     |     |     |     |     |     |     |     |     |     |     |     |     |     |     |     |     |     |